# Josef Melichar
Josef Melichar, född 20 januari 1979, är en tjeckisk före detta professionell ishockeyspelare.

## Statistik
| 1997–98          | Tri-City Americans             | WHL              | 67  | 9 | 24 | 33 | 152 | —  | — | — | — | —  |
| 1998–99          | Tri-City Americans             | WHL              | 65  | 8 | 28 | 36 | 125 | 11 | 1 | 0 | 1 | 15 |
| 1999–00          | Wilkes-Barre/Scranton Penguins | AHL              | 80  | 3 | 9  | 12 | 126 | —  | — | — | — | —  |
| 2000–01          | Pittsburgh Penguins            | NHL              | 18  | 0 | 2  | 2  | 21  | —  | — | — | — | —  |
| 2000–01          | Wilkes-Barre/Scranton Penguins | AHL              | 46  | 2 | 5  | 7  | 69  | 21 | 0 | 5 | 5 | 6  |
| 2001–02          | Pittsburgh Penguins            | NHL              | 60  | 0 | 3  | 3  | 68  | —  | — | — | — | —  |
| 2002–03          | Pittsburgh Penguins            | NHL              | 8   | 0 | 0  | 0  | 2   | —  | — | — | — | —  |
| 2003–04          | Pittsburgh Penguins            | NHL              | 82  | 3 | 5  | 8  | 62  | —  | — | — | — | —  |
| 2004–05          | HC Sparta Prag                 | Extraliga        | 13  | 0 | 4  | 4  | 8   | 5  | 0 | 0 | 0 | 6  |
| 2005–06          | Pittsburgh Penguins            | NHL              | 72  | 3 | 12 | 15 | 66  | —  | — | — | — | —  |
| 2006–07          | Pittsburgh Penguins            | NHL              | 70  | 1 | 11 | 12 | 44  | 5  | 0 | 0 | 0 | 2  |
| 2007–08          | HC Mountfield                  | Extraliga        | 6   | 0 | 0  | 0  | 4   | —  | — | — | — | —  |
| 2007–08          | Linköping HC                   | Elitserien       | 50  | 0 | 8  | 8  | 74  | 16 | 1 | 1 | 2 | 39 |
| 2008–09          | Carolina Hurricanes            | NHL              | 15  | 0 | 4  | 4  | 8   | —  | — | — | — | —  |
| 2008–09          | Albany River Rats              | AHL              | 25  | 1 | 4  | 5  | 35  | —  | — | — | — | —  |
| 2008–09          | Tampa Bay Lightning            | NHL              | 24  | 0 | 5  | 5  | 29  | —  | — | — | — | —  |
| 2008–09          | Norfolk Admirals               | AHL              | 1   | 0 | 0  | 0  | 0   | —  | — | — | — | —  |
| 2009–10          | HC Mountfield                  | Extraliga        | 52  | 5 | 9  | 14 | 80  | 5  | 0 | 0 | 0 | 6  |
| 2010–11          | HC Mountfield                  | Extraliga        | 12  | 0 | 1  | 1  | 8   | —  | — | — | — | —  |
| 2010–11          | Linköping HC                   | Elitserien       | 41  | 0 | 5  | 5  | 24  | 7  | 0 | 0 | 0 | 2  |
| NHL totalt       | NHL totalt                     | NHL totalt       | 349 | 7 | 42 | 49 | 300 | 5  | 0 | 0 | 0 | 2  |
| AHL totalt       | AHL totalt                     | AHL totalt       | 152 | 6 | 18 | 24 | 230 | 21 | 0 | 5 | 5 | 6  |
| Extraliga totalt | Extraliga totalt               | Extraliga totalt | 83  | 5 | 14 | 19 | 98  | 10 | 0 | 0 | 0 | 12 |